# Jean-Paul Rabaut Saint-Étienne
Pour les articles homonymes, voir Saint-Étienne (homonymie).
Jean-Paul Rabaut Saint-Étienne, dit Rabaut-Saint-Étienne, né le 14 novembre 1743 à Nîmes, mort guillotiné le 15 frimaire an II (5 décembre 1793) à Paris, est un pasteur protestant et un homme politique de la Révolution française.
Il est représentant du tiers état pour la sénéchaussée de Nîmes et de Beaucaire  aux États généraux de 1789, et député du département de l'Aube à la Convention nationale où il siège du côté de la Gironde.

## Pasteur pendant l'Ancien Régime
Son père, Paul Rabaut, est pasteur du désert dans le Languedoc. Ses frères Jacques-Antoine Rabaut-Pomier et Pierre-Antoine Rabaut-Dupuis, sont également élus députés durant la Révolution française. 
Il étudie la théologie à l'académie de Genève à partir de juillet 1759 jusqu'à octobre 1761, fréquente le Séminaire de Lausanne d'octobre 1763 à février 1765. Il est consacré pasteur à Lausanne le 11 novembre 1764. Il devient pasteur adjoint de son père, à Nîmes, dans le synode des Basses Cévennes.
Rabaut Saint-Étienne s'efforce d'obtenir des droits juridiques pour les protestants français et, dans ce but, rencontre à Paris le marquis de La Fayette et le ministre de Louis XVI, Malesherbes, qui est favorable à une évolution législative en faveur des protestants. En 1786, Rabaut Saint-Étienne rédige un mémoire pour appuyer cette revendication. Cette entreprise est couronnée de succès et le roi promulgue à Versailles l'édit de tolérance le  7 novembre 1787. Cet édit permet aux protestants de recouvrer un état-civil sans devoir se convertir au catholicisme. Tout en en regrettant les limites, Rabaut Saint-Étienne souligne que « la reconnaissance n’exclut point l’espérance, elle l’autorise »,.
En 1788, il publie les Considérations sur les intérêts du tiers état dans lesquelles il affirme : « On s'appuie de la possession : mais la possession passée n'est pas un droit à une possession éternelle ; autrement, il ne faudrait jamais rien changer ». 
Dans une lettre aux Églises réformées, il estime que les protestants ont un rôle à jouer dans la Révolution : « nous préparer à devenir les instituteurs de la nation », « faire couler l'instruction jusqu'aux derniers individus ».

## Député pendant la Révolution

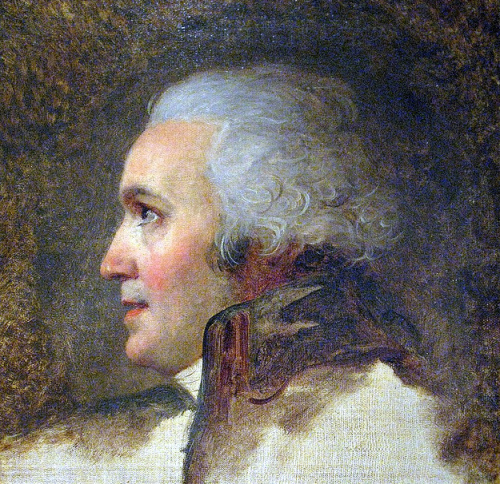
Rabaut Saint-Étienne peint par David, étude pour Le Serment du Jeu de paume.

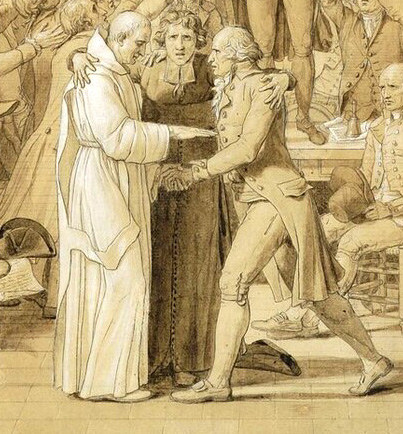
Détail central du Serment du Jeu de paume par David, 1792. L’accolade fraternelle entre le chartreux Dom Gerle, l'abbé Grégoire et le pasteur Rabaut Saint-Étienne symbolise l’avènement d'une nouvelle ère de paix avec la Révolution.

À partir de 1788, Rabaut Saint-Étienne ne se présente plus comme un pasteur. 

### Mandat à la Constituante
En 1789, Jean-Paul Rabaut Saint-Étienne est élu représentant du tiers état pour la sénéchaussée de Nîmes et de Beaucaire aux États-généraux. Il prête le serment du Jeu de Paume le 20 juin 1789. Sur le tableau de Jacques-Louis David, il est représenté donnant l'accolade à Dom Gerle et à l'abbé Grégoire. 
Il siège sur les bancs de la gauche de l'Assemblée.En août 1789, il prononce et fait imprimer une opinion en faveur de l'égalité des droits entre les catholiques et les non-catholiques (juifs et protestants). En mars 1790, il est élu président de l'Assemblée et ses secrétaires sont Charles-François de Bonnay, Pierre-François Gossin, et Jean-Joseph Mougins de Roquefort. En mai 1791, il vote en faveur du rattachement du Comtat Venaissin à la France, et en faveur de l'égalité entre les hommes blancs et les hommes libres de couleur. 
Parallèlement à son mandat, il fréquente le club des Jacobins. 
L’Assemblée constituante ayant décrété qu’aucun de ses membres ne pourrait faire partie de l’Assemblée législative, il se consacra à l’écriture et rédigea un Précis de l’histoire de la Révolution. 

### Mandat à la Convention
La monarchie constitutionnelle, mise en place par la constitution du 3 septembre 1791, prend fin à l'issue de la journée du 10 août 1792 : les bataillons de fédérés bretons et marseillais et les insurgés des faubourgs de Paris prennent le palais des Tuileries. Louis XVI est suspendu et incarcéré à la tour du Temple avec sa famille.
En septembre 1792, Jean-Paul Rabaut Saint-Étienne est élu député du département de l'Aube, le neuvième et dernier, à la Convention nationale. Il siège sur les bancs de la Gironde comme son frère Jacques-Antoine Rabaut-Pomier, député du Gard.
En octobre 1792, il est élu membre du Comité d’agriculture. En décembre, après avoir prononcé une opinion sur l'enseignement primaire, il est admis au sein du Comité d'instruction publique. En janvier 1793, il est élu président de la Convention et ses secrétaires sont Jean-Jacques Bréard, Jean-Jaques-Régis de Cambacérès et Jacques-Alexis Thuriot. Son élection, à une voix près de la majorité absolue, déclenche une altercation avec la Montagne. En mars, il est élu membre de la Commission des Six chargée de contrôler et de surveiller le tribunal révolutionnaire. Le 21 mai, il est élu membre de la Commission des Douze, le deuxième sur douze, par 191 voix, chargée de découvrir les complots et les conspirations menaçant la représentation nationale. Le 28, il prononce un rapport dans lequel il justifie l'arrestation de Jacques-René Hébert, rédacteur du journal Le Père Duchesne.
Lors du procès de Louis XVI, il vote « la détention, et le bannissement à la paix » et se prononce en faveur de l'appel au peuple et du sursis à l'exécution. En avril 1793, il vote en faveur de la mise en accusation de Jean-Paul Marat. Celui-ci le dénonce plus tard dans son journal comme membre de la « faction des hommes d’État ». En mai, il s'abstient de participer au scrutin sur le rétablissement de la Commission des Douze.
À l'issue des journées du 31 mai et du 2 juin, Rabaut-Saint-Étienne est décrété d'arrestation à son domicile. Il s'en enfuit et est décrété traître à la patrie le 28 juillet. Son frère, Rabaut-Pomier, est décrété d'arrestation le 3 octobre après le rapport de Jean-Pierre-André Amar, membre du Comité de Sûreté générale, comme faisant partie des soixante-treize députés ayant signé une protestation contre les journées du 31 mai et du 2 juin.
En frimaire an II (décembre 1793), son frère et lui, cachés chez le citoyen Peyssac dans le faubourg Poissonnière, sont arrêtés après une dénonciation. Tandis que son frère est incarcéré, il est traduit devant le tribunal révolutionnaire et condamné à mort le jour-même.

## Œuvres
- Manuel des malades ou Recueil de lectures édifiantes à l'usage des malades, des vieillards et des infirmes, Lausanne, 1773
- Le Manuel des malades, ou Recueil de lectures édifiantes à l'usage des malades, des vieillards et des infirmes. : Nouvelle édition augmentée d'une prière et de deux services funèbres pour les enterremens., Valence, Marc Aurel, 1821 (lire en ligne)
- Le Vieux Cévenol ou anecdotes de la vie d'Ambroise Borély, recueillies par W. Jesterman [pseud. de Rabaut St-Etienne], Londres, 1784
- Le Roi doit modifier les loix portées contre les protestans. Démonstration. Avantage que la France tirerait de cette modification, Londres, 1784
- Lettres à Monsieur Bailly sur l'histoire primitive de la Grèce, Paris, Debure l'aîné, 1787
- Prenez-y garde, ou avis à toutes les assemblées d’élection, qui seront convoquées pour nommer les représentants des trois ordres aux États-Généraux ; précédé d’une observation importante pour les Normands, 1789[29]
- Projet du préliminaire de la constitution françoise, présenté par M. Rabaut de [sic] Saint-Etienne, Versailles, Baudoin, 1789[30]
- Réflexions sur la division nouvelle du Royaume, et sur les priviléges & les assemblées des provinces d'etats. Par M. Rabaut de Saint-Étienne, membre du Comité de Constitution, Paris, Baudoin, 1789.
- Discours de M. Rabaud de St. Étienne, dont l'impression a été ordonné par l'Assemblée nationale pour être envoyée dans toutes les provinces du royaume, Marseille, Brebion, 1790.
- Précis de l' Histoire de la Révolution française, Paris, Didot l' aîné, 1791.
- Projet d'éducation nationale, Paris, Imprimerie nationale, 1792.
- Almanach historique de la Révolution française pour l'année 1792, Didot l' aîné, 1792.

## Annexe